# Survivor Series 2020
Survivor Series 2020 è stata la trentaquattresima edizione dell'omonimo evento in pay-per-view di wrestling organizzato dalla WWE. L'evento si è svolto il 22 novembre 2020 al Amway Center di Orlando (Florida).
A causa della pandemia di COVID-19, l'evento si è svolto con la sola presenza del personale autorizzato. L'evento è stato trasmesso inoltre dal WWE Thunderdome, dove, tramite una serie di pannelli a LED intorno all'arena, i fan da tutto il mondo hanno potuto assistere in diretta all'evento tramite collegamento remoto.
L'evento omaggiò, inoltre, il trentesimo anniversario dal debutto di The Undertaker alle Survivor Series 1990.

## Storyline
Nella puntata di Raw del 26 ottobre furono annunciati tre match di qualificazione per il Team Raw: nel primo, AJ Styles sconfisse Jeff Hardy, nel secondo Keith Lee si qualificò sconfiggendo Elias e nel terzo Sheamus superò Riddle. Per le donne, invece, furono direttamente annunciate come parte del Team Raw Dana Brooke, Mandy Rose, Nia Jax e Shayna Baszler. L'ultimo membro del gruppo femminile, Lana, si qualificò sconfiggendo Lacey Evans, Nikki Cross e Peyton Royce in un Fatal 4-Way match. Nella puntata di SmackDown del 30 ottobre furono annunciati due match di qualificazione per il Team SmackDown: nel primo Kevin Owens sconfisse Dolph Ziggler e nel secondo Jey Uso ebbe la meglio su Daniel Bryan. Nella puntata di Raw del 2 novembre Braun Strowman si qualificò, sconfiggendo Keith Lee e Sheamus in un Triple Threat match. Nella puntata di SmackDown del 6 novembre furono annunciati due ulteriori match di qualificazione: Seth Rollins superò Otis e King Corbin sconfisse Rey Mysterio. Successivamente, Riddle fu l'ultimo componente ad aggiungersi al Team Raw, dopo aver sconfitto Elias e Jeff Hardy in un Triple Threat match nella puntata di Raw del 9 novembre. Per le donne, invece, Bianca Belair si qualificò vincendo un Triple Threat match che comprendeva anche Billie Kay e Natalya. Nella puntata di SmackDown del 6 novembre fu annunciato un ulteriore Triple Threat match di qualificazione tra Natalya, Zelina Vega e Ruby Riott, vinto da quest'ultima. Nella puntata di SmackDown del 13 novembre Liv Morgan vinse un Fatal 4-Way match per unirsi al Team SmackDown, a discapito di Chelsea Green, Natalya e Tamina. Nella puntata di Raw del 16 novembre Dana Brooke e Mandy Rose del Team Raw furono sostituite da Lacey Evans e Peyton Royce. Nella puntata di SmackDown del 20 novembre Otis fu scelto come ultimo componente del Team SmackDown maschile, mentre per quanto riguarda quello femminile si unirono anche Bayley e Natalya, con quest'ultima che sconfisse Tamina in un match di qualificazione.
Come ogni anno dall'edizione del 2017, furono annunciati i Champion vs. Champion match tra i campioni di Raw e SmackDown: il WWE Champion Drew McIntyre avrebbe affrontato lo Universal Champion Roman Reigns, lo United States Champion Bobby Lashley se la sarebbe vista con l'Intercontinental Champion Sami Zayn, la Raw Women's Champion Asuka si sarebbe scontrata con la SmackDown Women's Champion Sasha Banks e i Raw Tag Team Champions, il New Day (Kofi Kingston e Xavier Woods), avrebbero affrontato gli SmackDown Tag Team Champions, gli Street Profits (Angelo Dawkins e Montez Ford). Per quanto riguarda i due titoli mondiali, inizialmente, Randy Orton, detentore del WWE Championship nella puntata di Raw del 16 novembre, perse il titolo contro Drew McIntyre in un, No Holds Barred match, prendendone il posto nel match.
Il 21 novembre fu annunciata una Dual-Brand Battle Royal nel Kick-off dell'evento.

## Risultati
| #        | Match | Stipulazioni                                         | Durata |
| -------- | --- | ---------------------------------------------------- | ------ |
| Kick-off | The Miz ha vinto eliminando per ultimo Dominik Mysterio | 18-man Dual-Brand Battle Royal                       | 12:00  |
| 1        | Team Raw (AJ Styles, Braun Strowman, Keith Lee, Riddle e Sheamus) (con Omos) ha sconfitto Team SmackDown (Jey Uso, Kevin Owens, King Corbin, Otis e Seth Rollins) | 5-on-5 Traditional Survivor Series Elimination match | 19:25  |
| 2        | The Street Profits (SmackDown Tag Team Champions) hanno sconfitto The New Day (Kofi Kingston e Xavier Woods) (Raw Tag Team Champions)                             | Champions vs. champions match                        | 13:40  |
| 3        | Bobby Lashley (United States Champion) (con The Hurt Business) ha sconfitto Sami Zayn (Intercontinental Champion) per sottomissione                               | Champion vs. champion match                          | 7:50   |
| 4        | Sasha Banks (SmackDown Women's Champion) ha sconfitto Asuka (Raw Women's Champion)                                                                                | Champion vs. champion match                          | 13:05  |
| 5        | Team Raw (Lacey Evans, Lana, Nia Jax, Peyton Royce e Shayna Baszler) ha sconfitto Team SmackDown (Bayley, Bianca Belair, Liv Morgan, Natalya e Ruby Riott)        | 5-on-5 Traditional Survivor Series Elimination match | 23:20  |
| 6        | Roman Reigns (Universal Champion) (con Paul Heyman) ha sconfitto Drew McIntyre (WWE Champion) per Sottomissione Tecnica                                           | Champion vs. champion match                          | 24:50  |

### Survivor Series Elimination match
Il rosso indica le superstar di Raw e il blu indica le superstar di SmackDown
| N. eliminazione | Wrestler                                                          | Team                                                              | Eliminato da                                                      |                                                                   |
| --------------- | ----------------------------------------------------------------- | ----------------------------------------------------------------- | ----------------------------------------------------------------- | ----------------------------------------------------------------- |
| 1               | Seth Rollins                                                      | SmackDown                                                         | Sheamus                                                           |                                                                   |
| 2               | Kevin Owens                                                       | SmackDown                                                         | AJ Styles                                                         |                                                                   |
| 3               | King Corbin                                                       | SmackDown                                                         | Riddle                                                            |                                                                   |
| 4               | Otis                                                              | SmackDown                                                         | Braun Strowman                                                    |                                                                   |
| 5               | Jey Uso                                                           | SmackDown                                                         | Keith Lee                                                         |                                                                   |
| Sopravvissuti:  | Team Raw (AJ Styles, Braun Strowman, Keith Lee, Riddle e Sheamus) | Team Raw (AJ Styles, Braun Strowman, Keith Lee, Riddle e Sheamus) | Team Raw (AJ Styles, Braun Strowman, Keith Lee, Riddle e Sheamus) | Team Raw (AJ Styles, Braun Strowman, Keith Lee, Riddle e Sheamus) |

| N. eliminazione | Wrestler        | Team            | Eliminata da    |                 |
| --------------- | --------------- | --------------- | --------------- | --------------- |
| 1               | Bayley          | SmackDown       | Peyton Royce    |                 |
| 2               | Peyton Royce    | Raw             | Natalya         |                 |
| 3               | Natalya         | SmackDown       | Lacey Evans     |                 |
| 4               | Ruby Riott      | SmackDown       | Shayna Baszler  |                 |
| 5               | Lacey Evans     | Raw             | Liv Morgan      |                 |
| 6               | Liv Morgan      | SmackDown       | Nia Jax         |                 |
| 7               | Shayna Baszler  | Raw             | Squalifica      |                 |
| 8               | Nia Jax         | Raw             | Count-out       |                 |
| 9               | Bianca Belair   | SmackDown       | Count-out       |                 |
| Sopravvissuta:  | Team Raw (Lana) | Team Raw (Lana) | Team Raw (Lana) | Team Raw (Lana) |